# Waikare (rivière de la baie de l'Abondance)
Pour les articles homonymes, voir Waikare.
La rivière Waikare  (en anglais : Waikare River) est un cours d’eau de la région du Baie de l'Abondance dans l’Île du Nord de la Nouvelle-Zélande.

## Géographie
Elle prend naissance dans la chaîne de Urewera et elle s’écoule vers le nord de son origine  entre les pics Matawhio et Papakai au nord du lac Waikaremoana pour atteindre la rivière Whakatane à 25 km à l’est de la ville de Murupara.
- (en) Land Information New Zealand, « détail emplacement: Waikare (rivière de la baie de l'Abondance) », sur New Zealand Gazetteer
- New Zealand 1:50000 Topographic Map Series sheet BF40 – Matahi
- New Zealand 1:50000 Topographic Map Series sheet BG40 – Waikaremoana